# Атаскоса (округ)
О́круг Атаско́са (англ. Atascosa county) — округ штата Техас Соединённых Штатов Америки. На 2000 год в нём проживало 38 628 человек. По оценке бюро переписи населения США в 2008 году население округа составляло 43 877 человек. Окружным центром является город Джердантон.

## История
Округ Анаскоса был сформирован в 1856 году из части округа Бэр. Он был назван по названию реки Атаскоса.